# Cosmosoma caecoides
Cosmosoma caecoides là một loài bướm đêm thuộc phân họ Arctiinae, họ Erebidae.